# Frullania
Frullania, rod jetrenjarki iz porodice Frullaniaceae, dio reda Porellales. Sastoji se od blizu 600 priznatih vrsta.

## Vrste
1. Frullania acicularis (J.-P. Frahm) Hentschel & von Konrat
2. Frullania aculeata Taylor
3. Frullania acutata Casp.
4. Frullania affinis Nees & Mont.
5. Frullania akiyamae S. Hatt.
6. Frullania albertii Steph.
7. Frullania allanii E.A. Hodgs.
8. Frullania allionii Steph.
9. Frullania alpina Steph.
10. Frullania alstonii Verd.
11. Frullania alternans Nees
12. Frullania amamiensis Kamim.
13. Frullania ambronnii Steph.
14. Frullania amplicrania Steph.
15. Frullania ampullifera J.B. Jack & Steph.
16. Frullania anderssonii Ångstr.
17. Frullania angulata Mitt.
18. Frullania angustistipa Steph.
19. Frullania anomala E.A. Hodgs.
20. Frullania antaresensis S. Hatt.
21. Frullania aoshimensis Horik.
22. Frullania apertilobula Gerola
23. Frullania apicalis Mitt.
24. Frullania apiculata (Reinw., Blume & Nees) Nees
25. Frullania aposinensis (Steph.) S. Hatt. & P.J. Lin
26. Frullania appalachiana R.M. Schust.
27. Frullania appendiculata Steph.
28. Frullania appendistipula S. Hatt.
29. Frullania armata Herzog & L. Clark
30. Frullania armatifolia Verd.
31. Frullania armitiana Steph.
32. Frullania arsenii Steph.
33. Frullania asagrayana Mont.
34. Frullania astrolabea Steph.
35. Frullania aterrima (Hook.f. & Taylor) Gottsche, Lindenb. & Nees
36. Frullania atrata (Sw.) Nees ex Mont.
37. Frullania attenuata Steph.
38. Frullania auriculata S. Hatt.
39. Frullania azorica Sim-Sim, Sérgio, Mues & Kraut
40. Frullania baerlocheri Heinrichs, M.E. Reiner, K. Feldberg, von Konrat, Hentschel, Vána & A.R. Smith
41. Frullania baileyana Steph.
42. Frullania baladina Gottsche
43. Frullania baltica Grolle
44. Frullania baumannii S. Hatt.
45. Frullania beauverdii Steph.
46. Frullania bella Steph.
47. Frullania belmorensis Steph.
48. Frullania benjaminiana Inoue
49. Frullania bergmanii S. Hatt.
50. Frullania berthoumieui Steph.
51. Frullania beyrichiana (Lehm. & Lindenb.) Lehm. & Lindenb.
52. Frullania bhutanensis S. Hatt.
53. Frullania bicornistipula Spruce
54. Frullania blastopetala S. Hatt.
55. Frullania blepharozia Spruce
56. Frullania bogotensis Steph.
57. Frullania bolanderi Austin
58. Frullania bonariensis M.E. Reiner
59. Frullania bonincola (Horik.) S. Hatt.
60. Frullania borbonica Lindenb.
61. Frullania boveana C. Massal.
62. Frullania brachycarpa Spruce
63. Frullania brasiliensis Raddi
64. Frullania breuteliana Gottsche
65. Frullania brevicalycina Steph.
66. Frullania brittoniae A. Evans
67. Frullania brotheri Steph.
68. Frullania brunea (Spreng.) Drège
69. Frullania bullata Steph.
70. Frullania caespitans (Steph.) Beauverd
71. Frullania caffraria Steph.
72. Frullania calcarata Ångstr.
73. Frullania calcarifera Steph.
74. Frullania caldensis Ångstr.
75. Frullania californica (Austin ex Underw.) A. Evans
76. Frullania campanulata Sande Lac.
77. Frullania canaliculata Gottsche
78. Frullania capensis Gottsche
79. Frullania capillaris Steph.
80. Frullania carrii Kamim. & S. Hatt.
81. Frullania casparyi Grolle
82. Frullania catalinae A. Evans
83. Frullania cataractarum Steph.
84. Frullania caulisequa (Nees) Mont.
85. Frullania cavallii Gola
86. Frullania changii S. Hatt. & C. Gao
87. Frullania chenii S. Hatt. & P.J. Lin
88. Frullania chevalieri (R.M. Schust.) R.M. Schust.
89. Frullania chiapasana Steph.
90. Frullania chilcootiensis Steph.
91. Frullania chilensis Steph.
92. Frullania chinlingensis X.J. Li & M.X. Zhang
93. Frullania chiovendae Gola
94. Frullania chodatii (Steph.) Beauverd
95. Frullania ciliata Lindenb. & Gottsche
96. Frullania cinchonae Gottsche
97. Frullania clavata (Hook.f. & Taylor) Gottsche, Lindenb. & Nees
98. Frullania claviloba Steph.
99. Frullania clemensiana Verd.
100. Frullania cobrensis Gottsche
101. Frullania colliculosa von Konrat, Braggins, Hentschel & Heinrichs
102. Frullania compacta Gottsche
103. Frullania complicata Steph.
104. Frullania confertiloba Steph.
105. Frullania congesta (Hook.f. & Taylor) Gottsche, Lindenb. & Nees
106. Frullania consociata Steph.
107. Frullania contracta Steph.
108. Frullania convoluta Lindenb. & Hampe
109. Frullania cordaeana Lindenb.
110. Frullania cordistipula (Reinw., Blume & Nees) Nees
111. Frullania cornuta Steph.
112. Frullania crassitexta Steph.
113. Frullania crawfordii Steph.
114. Frullania crenatiloba Steph.
115. Frullania crenulifolia J.B. Jack & Steph.
116. Frullania cretacea Hentschel, A.R. Schmidt & Heinrichs
117. Frullania crispiloba Steph.
118. Frullania crispiplicata Yuzawa & S. Hatt.
119. Frullania cristata S. Hatt.
120. Frullania cuencensis Taylor
121. Frullania cuneatistipula Steph.
122. Frullania cuneiloba Nees
123. Frullania curvilobula Schäf.-Verw., D.F. Peralta & S.M. Siqueira
124. Frullania curviramea Steph.
125. Frullania curvistipula Steph.
126. Frullania cuspidifolia Steph.
127. Frullania cuspiloba Steph.
128. Frullania cyparioides (Schwägr.) Nees
129. Frullania darwinii Gradst. & Uribe
130. Frullania davurica Hampe ex Gottsche, Lindenb. & Nees
131. Frullania debilis Steph. ex S. Hatt.
132. Frullania decidua Spruce
133. Frullania deflexa Mitt.
134. Frullania degelii S.W. Arnell
135. Frullania densiloba Steph. ex A. Evans
136. Frullania dentata S. Hatt.
137. Frullania dentifera S. Hatt. & Streimann
138. Frullania dentiloba S. Hatt.
139. Frullania deplanata Mitt.
140. Frullania deppii Lehm.
141. Frullania depressa Mitt.
142. Frullania dilatata (L.) Dumort.
143. Frullania diptera (Lehm.) Drège
144. Frullania dispar Nees
145. Frullania diversitexta Steph.
146. Frullania donnellii Austin
147. Frullania dorsimamillosa Mamontov, Hentschel, Sofronova & Potemkin
148. Frullania dulimensis Uribe
149. Frullania durifolia Steph.
150. Frullania dusenii Steph.
151. Frullania duthiana Steph.
152. Frullania eboracensis Lehm.
153. Frullania echinantha S. Hatt.
154. Frullania echinatella S. Hatt.
155. Frullania ecklonii (Spreng.) Gottsche, Lindenb. & Nees
156. Frullania ecuadorensis Steph.
157. Frullania elegans Lehm.
158. Frullania elephantum S. Hatt.
159. Frullania epiphylla S. Hatt.
160. Frullania eplicata Steph.
161. Frullania ericoides (Nees) Mont.
162. Frullania erostrata S. Hatt.
163. Frullania errans Verd.
164. Frullania esenbeckiana (Steph.) Beauverd
165. Frullania evelynae S. Hatt. & Thaithong
166. Frullania evoluta Mitt.
167. Frullania exilis Taylor
168. Frullania eymae S. Hatt.
169. Frullania falciloba Lehm.
170. Frullania fallax Gottsche
171. Frullania falsicornuta S. Hatt.
172. Frullania fauriana Steph.
173. Frullania fengyangshanensis R.L. Zhu & M.L. So
174. Frullania ferdinandi-muelleri Steph.
175. Frullania fertilis De Not.
176. Frullania flammea Taylor
177. Frullania flexuosa S. Hatt.
178. Frullania formosa Spruce
179. Frullania fragilifolia (Taylor) Gottsche, Lindenb. & Nees
180. Frullania franciscana M. Howe
181. Frullania fuegiana Steph.
182. Frullania fugax (Hook.f. & Taylor) Gottsche, Lindenb. & Nees
183. Frullania fulfordiae S. Hatt.
184. Frullania fuscovirens Steph.
185. Frullania gabonensis Vanden Berghen
186. Frullania gaoligongensis X.L. Bai & C. Gao
187. Frullania gaudichaudii (Nees & Mont.) Nees & Mont.
188. Frullania gemmulosa S. Hatt. & Thaithong
189. Frullania gibbosa Nees
190. Frullania gigantea Steph.
191. Frullania giraldiana C. Massal.
192. Frullania globosa S. Hatt. & Streimann
193. Frullania glomerata (Lehm. & Lindenb.) Nees & Mont.
194. Frullania gracilicaulis S. Hatt.
195. Frullania gracilis (Reinw., Blume & Nees) Nees
196. Frullania gradsteinii Yuzawa, Mues & S. Hatt.
197. Frullania granatensis Gottsche
198. Frullania grandifolia Steph.
199. Frullania grandilobula S. Hatt. & Piippo
200. Frullania grandistipula Lindenb.
201. Frullania griffithsiana Gottsche
202. Frullania grossiclava Steph.
203. Frullania grossifolia Steph.
204. Frullania guadalupensis Gottsche
205. Frullania gualaquizana Steph.
206. Frullania guatemalensis Steph.
207. Frullania haematocysta Spruce
208. Frullania hainanensis S. Hatt. & P.J. Lin
209. Frullania hamata Steph.
210. Frullania hamaticoma Steph.
211. Frullania hamatiloba Steph.
212. Frullania hamatosetacea Grolle
213. Frullania hamiflora Herzog & L. Clark
214. Frullania handel-mazzettii S. Hatt.
215. Frullania handelii Verd.
216. Frullania hasskarliana Lindenb.
217. Frullania hattoriana J.D. Godfrey & G. Godfrey
218. Frullania hattoriantha Udar & V. Nath
219. Frullania hattorii von Konrat & Braggins
220. Frullania hebridensis Steph.
221. Frullania hedrantha S. Hatt. & Kamim.
222. Frullania heteromorpha Schiffn.
223. Frullania hicksiae S. Hatt.
224. Frullania higuchii Yuzawa, Koike & S. Hatt.
225. Frullania hiroshii S. Hatt.
226. Frullania hirtiflora Spruce
227. Frullania hodgsoniae (E.A. Hodgs.) von Konrat, Braggins, Hentschel & Heinrichs
228. Frullania holostipula S. Hatt. & D.G. Griffin
229. Frullania hottana S. Hatt.
230. Frullania howeana Steph.
231. Frullania huerlimannii S. Hatt.
232. Frullania humbertii Vanden Berghen
233. Frullania humilis Spruce
234. Frullania hypoleuca Nees
235. Frullania hypoleucula S. Hatt.
236. Frullania ignatovii Sofronova, Mamontov & Potemkin
237. Frullania imerinensis Steph.
238. Frullania immersa Steph.
239. Frullania incisoduthiana S. Hatt.
240. Frullania incisostipula Steph.
241. Frullania inconstans Verd.
242. Frullania incumbens Mitt.
243. Frullania incurva S. Hatt.
244. Frullania inflata Gottsche
245. Frullania inflexa Mitt.
246. Frullania inflexiloba S. Hatt.
247. Frullania inouei S. Hatt.
248. Frullania integristipula (Nees) Nees
249. Frullania intermedia (Reinw., Blume & Nees) Nees
250. Frullania intumescens (Lehm. & Lindenb.) Lehm. & Lindenb.
251. Frullania involvens S. Hatt. & Kamim.
252. Frullania iriomotensis S. Hatt.
253. Frullania irregularis S. Hatt. & Piippo
254. Frullania iwatsukii S. Hatt.
255. Frullania jackii Gottsche
256. Frullania jacobsii S. Hatt.
257. Frullania jacquinotii Gottsche
258. Frullania jelskii Loitl.
259. Frullania johnsonii Steph.
260. Frullania jovetiana (S. Hatt.) von Konrat & Hentschel
261. Frullania junghuhniana Gottsche
262. Frullania kagoshimensis Steph.
263. Frullania kalimantanensis S. Hatt.
264. Frullania kashyapii Verd.
265. Frullania kitagawana S. Hatt.
266. Frullania klotzschii Nees
267. Frullania knightbridgei von Konrat & de Lange
268. Frullania koponenii S. Hatt.
269. Frullania kunzei (Lehm. & Lindenb.) Lehm. & Lindenb.
270. Frullania laetevirens Hampe ex Gottsche, Lindenb. & Nees
271. Frullania laeviperiantha X.L. Bai & C. Gao
272. Frullania lancistyla Steph.
273. Frullania larjiana Sushil K. Singh & D.K. Singh
274. Frullania laticaulis Spruce
275. Frullania latiflora Spruce
276. Frullania latogaleata Herzog
277. Frullania laxiflora Spruce
278. Frullania leana Austin
279. Frullania leeuwenii Verd.
280. Frullania lepida S. Hatt. & Piippo
281. Frullania letestui Vanden Berghen
282. Frullania levieri Steph.
283. Frullania lindenbergii Lehm.
284. Frullania lindmanii Steph.
285. Frullania linii S. Hatt.
286. Frullania lobatohastata Steph.
287. Frullania lobulata (Hook.) Hook. & Nees
288. Frullania longistipula Steph.
289. Frullania longistyla Yuzawa & S. Hatt.
290. Frullania loricata Pearson
291. Frullania ludoviciae Steph.
292. Frullania lushanensis S. Hatt. & P.J. Lin
293. Frullania macgregorii Steph.
294. Frullania macrocephala (Lehm. & Lindenb.) Lehm. & Lindenb.
295. Frullania macrophylla S. Hatt.
296. Frullania macularis Taylor
297. Frullania madagascariensis Gottsche
298. Frullania madens Steph.
299. Frullania madothecoides Spruce
300. Frullania magellanica (Spreng.) F. Weber & Nees
301. Frullania mammilligera Grolle
302. Frullania mammillosa S. Hatt.
303. Frullania matafaoica (Pearson) H.A. Mill.
304. Frullania mauritiana Austin
305. Frullania maymyoensis Svihla
306. Frullania mcveanii S. Hatt.
307. Frullania media (E.A. Hodgs.) S. Hatt.
308. Frullania megalostipa Spruce
309. Frullania mehrana S. Hatt.
310. Frullania meijeri S. Hatt.
311. Frullania meridana Steph.
312. Frullania meyeniana Lindenb.
313. Frullania microauriculata Verd.
314. Frullania microcaulis Gola
315. Frullania microcephala Gottsche
316. Frullania microphylla (Gottsche) Pearson
317. Frullania microrhyncha L. Clark & Svihla
318. Frullania microscopica Pearson
319. Frullania mirabilis J.B. Jack & Steph.
320. Frullania miradorensis Lindenb. & Gottsche
321. Frullania mizoramensis Sushil K. Singh & Barbhuiya
322. Frullania mizutanii Kamim. & S. Hatt.
323. Frullania moniliata (Reinw., Blume & Nees) Mont.
324. Frullania monocera (Hook.f. & Taylor) Gottsche, Lindenb. & Nees
325. Frullania monoica Steph.
326. Frullania montagnei Gottsche
327. Frullania montana Steph.
328. Frullania moritziana Lindenb. & Gottsche
329. Frullania morobensis S. Hatt. & Streimann
330. Frullania motoyana Steph.
331. Frullania multilacera Steph.
332. Frullania multilaceroides S. Hatt.
333. Frullania multituberculata (Piippo & S. Hatt.) Hentschel & von Konrat
334. Frullania muscicola Steph.
335. Frullania mutilata Steph.
336. Frullania nadeaudii Steph.
337. Frullania neocaledonica (R.M. Schust.) J.J. Engel
338. Frullania neosheana S. Hatt.
339. Frullania nepalensis (Spreng.) Lehm. & Lindenb.
340. Frullania neurota Taylor
341. Frullania nicholsonii (W.E. Nicholson) E.A. Hodgs.
342. Frullania nigricaulis (Reinw., Blume & Nees) Nees
343. Frullania nisquallensis Sull.
344. Frullania nivimontana S. Hatt.
345. Frullania nobilis Steph.
346. Frullania nodulosa (Reinw., Blume & Nees) Nees
347. Frullania notarisii Steph.
348. Frullania novocurvirostris (J.B. Jack & Steph.) S. Hatt.
349. Frullania novoguineensis Schiffn.
350. Frullania oahuensis Hampe ex Gottsche, Lindenb. & Nees
351. Frullania oakesiana Austin
352. Frullania obovata S. Hatt.
353. Frullania obscura (Sw.) Mont.
354. Frullania obscurifolia Mitt.
355. Frullania obtusangula Hentschel & von Konrat
356. Frullania ocanniensis Steph.
357. Frullania ocellata S. Hatt. & Kamim.
358. Frullania odontostipa Spruce
359. Frullania okinawensis Kamim.
360. Frullania onraedtii Vanden Berghen
361. Frullania orbicularis Austin
362. Frullania orientalis Sande Lac.
363. Frullania orinocensis Spruce
364. Frullania ornithocephala (Reinw., Blume & Nees) Nees
365. Frullania osculatiana De Not.
366. Frullania osumiensis (S. Hatt.) S. Hatt.
367. Frullania pachyderma S. Hatt.
368. Frullania pallidevirens Steph.
369. Frullania pallidula S. Hatt.
370. Frullania pancheri Gottsche
371. Frullania papillata Steph.
372. Frullania papillilobula S. Hatt.
373. Frullania papuana Verd.
374. Frullania papulosa Steph.
375. Frullania paradoxa Lehm. & Lindenb.
376. Frullania paranensis Steph.
377. Frullania parhamii (R.M. Schust.) R.M. Schust. ex von Konrat, L. Söderstr. & A. Hagborg
378. Frullania pariharii S. Hatt. & Thaithong
379. Frullania parvifolia Steph.
380. Frullania parvistipula Steph.
381. Frullania patagonica Steph.
382. Frullania patula Mitt.
383. Frullania pauciramea Steph.
384. Frullania paucirameoides S. Hatt. & Piippo
385. Frullania pearceana Steph.
386. Frullania pedicellata Steph.
387. Frullania pentapleura Taylor
388. Frullania peruviana Gottsche
389. Frullania phalangiflora Steph.
390. Frullania physantha Mitt.
391. Frullania pilibracteola S. Hatt.
392. Frullania pilistipula Steph.
393. Frullania pinnata Heinrichs, K. Feldberg, Schäf.-Verw. & M. Krings
394. Frullania piptophylla S. Hatt.
395. Frullania piptophylloides S. Hatt.
396. Frullania pittieri Steph.
397. Frullania plana Sull.
398. Frullania planifolia Steph.
399. Frullania platycalyx Herzog
400. Frullania plicata Hentschel & von Konrat
401. Frullania pluricarinata Gottsche
402. Frullania pocsantha Thaithong & S. Hatt.
403. Frullania polyptera Taylor
404. Frullania polysticta Lindenb.
405. Frullania ponapensis S. Hatt. & Koike
406. Frullania pran-nathii M. Dey & D.K. Singh
407. Frullania pringlei (Steph.) Fulford & Sharp
408. Frullania probosciphora Taylor
409. Frullania prominula S. Hatt. & Streimann
410. Frullania propaginea S. Hatt. & Streimann
411. Frullania pseudericoides (S. Hatt.) S. Hatt.
412. Frullania pseudoalstonii Tsudo & J. Haseg.
413. Frullania pseudomeyeniana S. Hatt.
414. Frullania pseudomonocera S. Hatt.
415. Frullania pseudoschensiana S. Hatt.
416. Frullania ptychantha Mont.
417. Frullania pulchella Herzog
418. Frullania pullei Verd.
419. Frullania pulogensis Steph.
420. Frullania punctata Reimers
421. Frullania purpurea Steph.
422. Frullania pusilla Mitt.
423. Frullania pycnantha (Hook.f. & Taylor) Gottsche, Lindenb. & Nees
424. Frullania pycnoclada Grolle
425. Frullania pyricalycina Steph.
426. Frullania queenslandica Steph.
427. Frullania quillotensis (Nees & Mont.) Nees & Mont.
428. Frullania ramuligera (Nees) Mont.
429. Frullania recurvistipula S. Hatt.
430. Frullania reflexistipula Sande Lac.
431. Frullania regularis Schiffn.
432. Frullania reicheana Steph.
433. Frullania reimersii Verd.
434. Frullania remotidens S. Hatt.
435. Frullania remotiloba Steph.
436. Frullania repandistipula Sande Lac.
437. Frullania reptans Mitt.
438. Frullania retusa Mitt.
439. Frullania rhystocolea Herzog
440. Frullania rhytidantha S. Hatt.
441. Frullania riclefgrollei Mamontov, Heinrichs, Schäf.-Verw., Ignatov & Perkovsky
442. Frullania rigescens Spruce
443. Frullania rigida Steph.
444. Frullania ringens Spruce
445. Frullania rio-janeirensis (Raddi) Ångstr.
446. Frullania riparia Hampe
447. Frullania rizalii Piippo & S. Hatt.
448. Frullania rostellata Mitt.
449. Frullania rostrata (Hook.f. & Taylor) Gottsche, Lindenb. & Nees
450. Frullania rubella Gottsche
451. Frullania rudolfiana S. Hatt.
452. Frullania rupicola Steph.
453. Frullania sabahana S. Hatt.
454. Frullania sabaliana R.M. Schust.
455. Frullania sabanetica Gottsche
456. Frullania sackawana Steph.
457. Frullania saepisdentata S. Hatt. & Streimann
458. Frullania saipanensis S. Hatt. & Koike
459. Frullania sandvicensis Ångstr.
460. Frullania sarawakensis S. Hatt.
461. Frullania scalaris S. Hatt.
462. Frullania scandens Mont.
463. Frullania schaefer-verwimpii Yuzawa & S. Hatt.
464. Frullania schensiana C. Massal.
465. Frullania schiffneri Verd.
466. Frullania schimperi Nees
467. Frullania schumannii (Casp.) Grolle
468. Frullania schusteri S. Hatt.
469. Frullania schusteriana S. Hatt.
470. Frullania scottiana S. Hatt.
471. Frullania selwyniana Pearson
472. Frullania semienana Gola
473. Frullania semivillosa Lindenb. & Gottsche
474. Frullania sergiae Sim-Sim, Fontinha, Mues & Lion
475. Frullania seriata Gottsche
476. Frullania seriatifolia Steph.
477. Frullania serrata Gottsche
478. Frullania serrifolia Steph.
479. Frullania setacea S. Hatt.
480. Frullania setchellii Pearson
481. Frullania setigera Steph.
482. Frullania shanensis Svihla
483. Frullania sharpantha Udar & Ad. Kumar
484. Frullania sharpii S. Hatt.
485. Frullania sheana S. Hatt.
486. Frullania simmondsii Steph.
487. Frullania sinensis Steph.
488. Frullania sinosphaerantha S. Hatt. & P.J. Lin
489. Frullania sinskeana (Steph.) J.J. Engel & B.C. Tan
490. Frullania sinuata Sande Lac.
491. Frullania socotrana Mitt.
492. Frullania solanderiana Colenso
493. Frullania speciosa Herzog
494. Frullania spegazzinii M.E. Reiner
495. Frullania sphaerantha S. Hatt.
496. Frullania sphaerocephala Spruce
497. Frullania sphaerolobulata S.H. Lin
498. Frullania spinifera Taylor
499. Frullania spinigastria S. Hatt.
500. Frullania spiniplica S. Hatt.
501. Frullania spinistipula Steph.
502. Frullania spongiosa Steph.
503. Frullania squamuligera Spruce
504. Frullania squarrosula (Hook.f. & Taylor) Gottsche, Lindenb. & Nees
505. Frullania standaertii Steph.
506. Frullania steereana S. Hatt.
507. Frullania stenostipa Spruce
508. Frullania stipatiloba Steph.
509. Frullania streimannii S. Hatt.
510. Frullania stylifera (R.M. Schust.) R.M. Schust.
511. Frullania subarctica Vilnet, Borovich. & Bakalin
512. Frullania subcaduca S. Hatt.
513. Frullania subclavata Steph.
514. Frullania subdentata Steph.
515. Frullania subdilatata C. Massal.
516. Frullania subincumbens S. Hatt.
517. Frullania sublignosa Steph.
518. Frullania submultilacera S. Hatt. & Koike
519. Frullania subnigricaulis S. Hatt.
520. Frullania subocellata S. Hatt.
521. Frullania subpedicellata S. Hatt.
522. Frullania subpilibracteola S. Hatt.
523. Frullania subpyricalycina Herzog
524. Frullania subsquarrosa S. Hatt.
525. Frullania subtilissima (Nees ex Mont.) Lindenb.
526. Frullania subtropica Steph.
527. Frullania subtruncata Steph.
528. Frullania subvalida S. Hatt. & Thaithong
529. Frullania supradecomposita (Lehm. & Lindenb.) Lehm. & Lindenb.
530. Frullania svihlana S. Hatt.
531. Frullania tagawana (S. Hatt. & Thaithong) S. Hatt.
532. Frullania taiheizana Horik.
533. Frullania tamarisci (L.) Dumort.
534. Frullania tamsuina Steph.
535. Frullania taradakensis Steph.
536. Frullania taxodiocola R.M. Schust.
537. Frullania teneriffae (F. Weber) Nees
538. Frullania tenuirostris Steph.
539. Frullania ternatensis Gottsche
540. Frullania tetraptera Nees & Mont.
541. Frullania thiersiae S. Hatt.
542. Frullania tixieri S. Hatt.
543. Frullania tjibodensis S. Hatt. & Thaithong
544. Frullania togashiana S. Hatt.
545. Frullania toropuku von Konrat, de Lange & Larraín
546. Frullania trianae Gottsche
547. Frullania tricarinata Sande Lac.
548. Frullania trichodes Mitt.
549. Frullania trigona L. Clark, Jovet-Ast & Frye
550. Frullania trinervis (Lehm.) Drège
551. Frullania triquetra Lindenb. & Gottsche
552. Frullania trollii Herzog
553. Frullania truncata Casp.
554. Frullania truncatistyla von Konrat, Hentschel, Heinrichs & Braggins
555. Frullania tubercularis S. Hatt. & P.J. Lin
556. Frullania tunguraguana (Spruce) L. Clark & Frye
557. Frullania turfosa Lindenb. & Gottsche
558. Frullania tuyamae S. Hatt. & Thaithong
559. Frullania ucrainica Konstant. & Ignatov
560. Frullania udarii V. Nath & Ajit P. Singh
561. Frullania uleana Steph.
562. Frullania umbonata Mitt.
563. Frullania usambarana Schiffn.
564. Frullania usamiensis Steph.
565. Frullania utriculata Steph.
566. Frullania vaga Mitt.
567. Frullania vaginata (Sw.) Nees
568. Frullania valdiviensis J.B. Jack & Steph.
569. Frullania valida Steph.
570. Frullania valparaisiana Lehm.
571. Frullania van-zantenii Kamim. & S. Hatt.
572. Frullania vandenberghenii (Vanden Berghen) Pócs
573. Frullania varians Casp.
574. Frullania variegata Steph.
575. Frullania venusta S. Hatt.
576. Frullania verdoorniana S. Hatt.
577. Frullania victoriensis Steph.
578. Frullania virginica Lehm.
579. Frullania vitalii Yuzawa & S. Hatt.
580. Frullania vittata S. Hatt.
581. Frullania vittiana S. Hatt.
582. Frullania vivipara Pócs
583. Frullania wagneri Steph.
584. Frullania wairua von Konrat & Braggins
585. Frullania wangii S. Hatt. & P.J. Lin
586. Frullania warnckeana S. Hatt.
587. Frullania weberbaueri Steph.
588. Frullania winteri Steph.
589. Frullania yuennanensis Steph.
590. Frullania yuzawana S. Hatt.
591. Frullania zangii S. Hatt. & P.J. Lin
592. Frullania zennoskeana S. Hatt.
593. Frullania zerovii Mamontov, Ignatov & Perkovksy